# Zimirina spinicymbia
Zimirina spinicymbia là một loài nhện trong họ Gnaphosidae.
Loài này thuộc chi Zimirina. Zimirina spinicymbia được Jörg Wunderlich miêu tả năm 1992.